# Ayumi Fukushima
Ayumi Fukushima, nota anche con lo pseudonimo di Ayumi (福島 あゆみ?, Fukushima Ayumi; Prefettura di Kyoto, 22 giugno 1983), è una danzatrice e insegnante giapponese che ha rappresentato il Giappone ai Giochi della XXXIII Olimpiade nella gara femminile di break dance.

## Biografia

### Carriera sportiva
Nel 2021, Ayumi Fukushima vince la medaglia d'oro ai Mondiali di break dance di Parigi.
Ha partecipato alle gare di danza competitiva dei Giochi mondiali di Birmingham, Alabama, del 2022, vincendo la medaglia di bronzo nella gara di break dance femminile.
Nel 2024 la Fukushima rappresenta il Giappone alla gara di break dance femminile delle Olimpiadi di Parigi 2024, dove raggiunge i quarti di finale ma viene sconfitta dalla B-Girl olandese India Sardjoe 2 a 1.

## Palmarès
| Anno | Manifestazione          | Evento | Sede       | Risultato | Fonte |
| ---- | ----------------------- | ------ | ---------- | --------- | ----- |
| 2021 | Mondiali di break dance | B-Girl | Parigi     | Oro       | [ 2 ] |
| 2023 | Mondiali di break dance | B-Girl | Lovanio    | Argento   | [ 7 ] |
| 2022 | Giochi mondiali         | B-Girl | Birmingham | Bronzo    | [ 3 ] |
| 2022 | Giochi asiatici         | B-Girl | Hangzhou   | Bronzo    | [ 8 ] |
| 2024 | Giochi olimpici         | B-Girl | Parigi     | 5°        | [ 9 ] |